# Кальв (район)
Район Кальв (нім. Landkreis Calw) — район землі Баден-Вюртемберг, Німеччина. Район підпорядкований урядовому округу Карлсруе, входить до складу регіону Північний Шварцвальд ( Nordschwarzwald ). Центром району є місто Кальв. Населення становить 160 149 ос. (станом на 31 грудня 2020), площа  — 797,52 км². 

## Демографія
Густота населення в районі становить 197 чол./км².
| Рік             | Населення |
| --------------- | --------- |
| 31. грудня 1973 | 126.225   |
| 31. грудня 1975 | 125.764   |
| 31. грудня 1980 | 132.481   |
| 31. грудня 1985 | 134.962   |
| 27. травня 1987 | 133.321   |

| Рік             | Населення |
| --------------- | --------- |
| 31. грудня 1990 | 148.066   |
| 31. грудня 1995 | 157.177   |
| 31. грудня 2000 | 158.959   |
| 31. грудня 2005 | 161.069   |
| 31. грудня 2010 | 157.271   |

## Міста і громади
Район поділений на 10 міст, 15 громад.
Міста
1. Альтенстайг (10 846)
2. Бад-Вільдбад (10 521)
3. Бад-Лібенцелль (9313)
4. Бад-Тайнах-Цавельштайн (2953)
5. Бад-Херренальб (7330)
6. Вільдберг (9889)
7. Кальв (23 230)
8. Нагольд (22 542)
9. Нойбулах (5532)
10. Хайтербах (5700)

Громади
1. Альтенстетт (7885)
2. Гехінген (3774)
3. Добель (2251)
4. Ебгаузен (4755)
5. Егенхаузен (1913)
6. Енцклостерле (1186)
7. Зіммерсфельд (2148)
8. Зіммоцгайм (2814)
9. Оберрайхенбах (2810)
10. Остельсгайм (2439)
11. Нойвайлер (3112)
12. Рордорф (1909)
13. Унтеррайхенбах (2247)
14. Хофен ан дер Енц (1651)
15. Шемберг (8521)